# Poianauas
Os Poianauas (Puyanawa) são um grupo indígena que habita o extremo oeste do estado  brasileiro do Acre, mais precisamente na Terra Indígena Poyanawa, localizada no Município de Mâncio Lima. O primeiro registro de contato do grupo com não índios data de 1904.

## História
A partir das duas últimas décadas do século XIX, terras indígenas às margens do rios Juruá e Purus com presença de caucho e seringa foram invadidas por grupos de caucheiros, seringueiros e seringalistas. Em 1888, o rio Moá, afluente do Juruá, começou a ser explorado por não-índios. Em 1892, todo o rio já estava povoado pelos exploradores, incluindo o rio Azul, seu principal braço. No ano seguinte, surgiram os primeiros relatos da presença de índios de língua Pano no Paraná dos Moura e no rio Moá.
Em 1901, houve a primeira tentativa de contato com os Puyanawa. Os índios levaram os pertences de seringueiros que estavam atuando na região. O coronel Mâncio Lima organizou uma expedição com a participação de três indígenas de outras etnias, e durante onze dias percorreram a mata à procura dos índios Puyanawa. A expedição não conseguiu contato, mas localizou vestígios recentes todos os dias. Foram encontrados treze grandes roçados e cinco barracões onde foram deixados presentes.
Três anos depois, os índios voltaram a entrar nas casas dos seringueiros, onde pegaram ferramentas e roupas. Desta vez, foram localizados e encurralados. Ensinaram o caminho até sua aldeia, que já estava vazia à altura. Dez dias depois, uma nova expedição encontrou a aldeia queimada.
Em 1905, o prefeito do Alto Juruá, Gregório Taumaturgo Azevedo, relatou a existência das aldeias puyanawa na bacia do Moa.

### A captura
[Antonio Bastos] trouxe mais de oitocentos silvícolas a relação amistosa com os seringueiros, permitindo o alargamento do campo de ação da industria extrativa e o terceiro [Mâncio Lima] que tinha o trabalho dos seus seringais perturbados por indígenas vizinhos, conseguiu após um esforço de mais de 12 anos, com vultoso dispêndio de numerário, aproximá-los com o auxílio de Antonio Bastos, localizando na sua fazenda Barão do Rio Branco, no rio Moa, 150 indivíduos da tribo Poyanawa, apresentando alguns belos tipos físicos, vários deles com estatura fora do comum entre os indígenas.

Relatório de Rego Barros, prefeito do departamento do Juruá (1914)
Em 1911, foi formada uma outra expedição, liderada por Antônio Bastos, funcionário do SPI, e acompanhada pelo irmão de Mâncio Lima, além de um mateiro e cinco índios do alto rio Moa. Essa expedição localizou apenas grandes roçados e malocas vazias. Decidiram então subir o rio Juruá para trazer alguns Yaminawa para ajudá-los a atrair os Puyanawa, mas não tiveram sucesso. No fim do mesmo ano, organizaram nova expedição, e desta vez conseguiram localizá-los e passar a noite com os índios. O coronel pediu, então, apoio governamental para catequizá-los. Informou em carta ao Serviço de Proteção aos Índios (SPI) que tentava fazer contato com os índios que viviam entre o rio Paraná dos Moura e o rio Moa há mais de dez anos, sem sucesso. Sua intenção, dizia, era de catequizá-los.
De acordo com relatos dos índios mais velhos, os Puyanawa haviam se dividido antes do contato, devido ao crescimento populacional. Um grupo ficou em um afluente do Paraná dos Moura, o igarapé Preto. Outro grupo, liderado pelo tuxaua Napoleão, seguiu para um afluente do rio Moa, o Riozinho. O grupo do igarapé Preto foi localizado em nova expedição de Antonio Bastos. De acordo com o relato dos índios, eles foram surpreendidos dentro da maloca com gritos em sua língua para não correrem. As duas portas da maloca foram cercadas, mas as mulheres conseguiram fugir com as crianças. No outro dia, os homens foram buscá-las na mata. Todos foram conduzidos para o igarapé Bom Jardim, um afluente do Moa, onde montaram dois roçados. Durante um ano, permaneceram nesse lugar, e então foram removidos para o igarapé da Maloca, na fazenda Barão do Rio Branco.
Em 1913, o coronel Mâncio Lima foi informado por um seringalista da presença de índios no Riozinho. Enviou uma expedição com a participação dos Puyanawa, que conseguiu atrair e localizar o grupo de Napoleão, que também foi levado para o igarapé da Maloca, reunindo assim os dois grupos que haviam se dividido.
Submetidos a trabalhos forçados na fazenda, os índios não se adaptaram e fugiram. O único homem que não conseguiu fugir foi obrigado a seguir o rastro dos demais, que se dividiram em três grupos. Mesmo assim, foram localizados. Na captura, o tuxaua Napoleão foi assassinado a tiros por um funcionário de Mâncio Lima. Com a morte do líder, os índios de seu grupo se dispersaram. Atravessaram o rio Azul e buscaram confundir os que seguiam seus rastros, mas foram eventualmente localizados, recapturados, açoitados e reconduzidos para o igarapé da Maloca, onde se reuniram aos outros dois grupos encontrados anteriormente.
Naquele ano de 1913, os índios enfrentaram uma grande epidemia de sarampo, que dizimou boa parte da população. Os sobreviventes foram transferidos para o local onde montaram a aldeia Ipiranga.

### O cativeiro

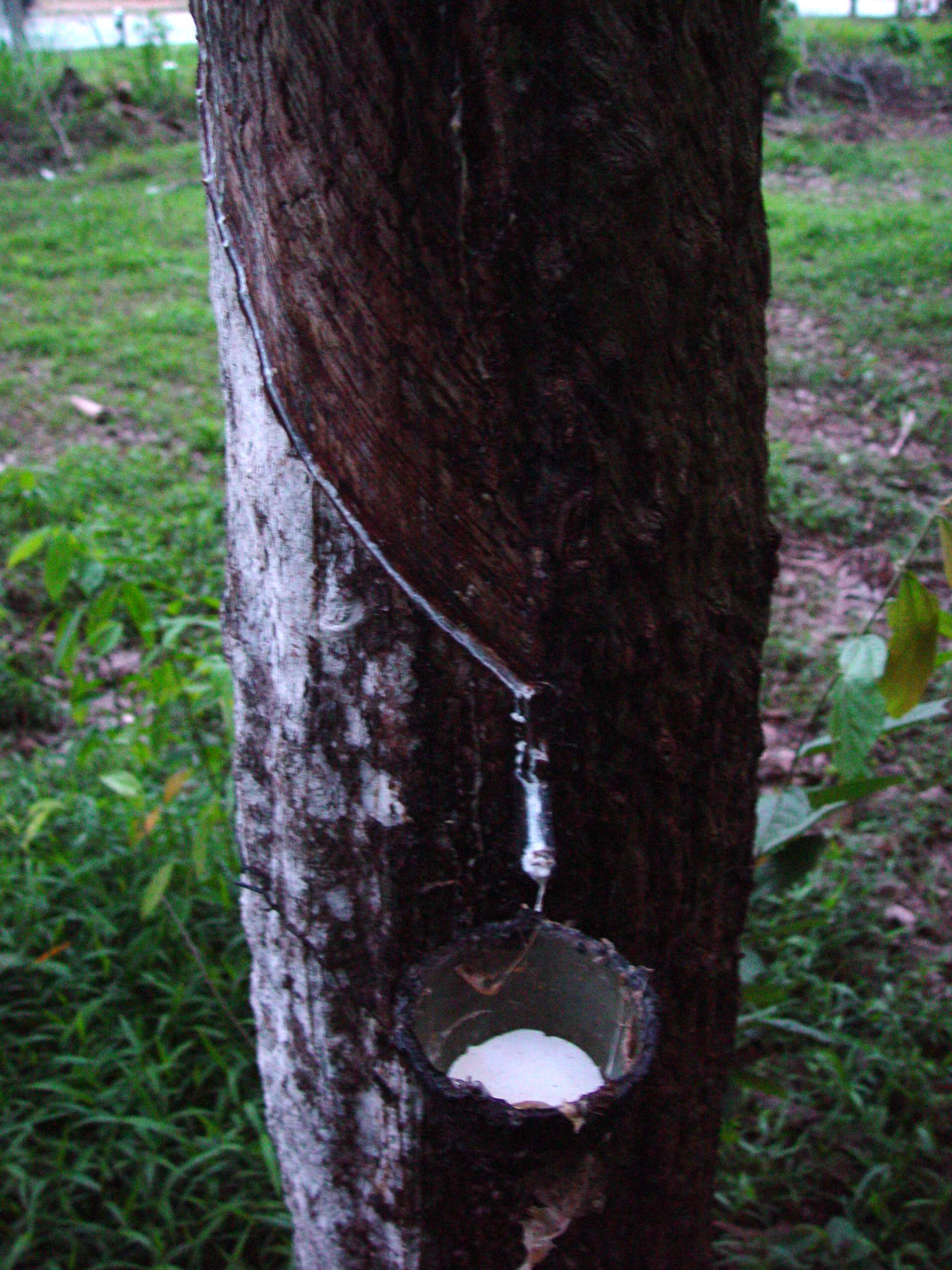
Durante 35 anos, os Puyanawa foram forçados a trabalhar na extração do látex para produção de borracha.

Entre 1915 e 1950, os índios viveram o que denominam de "cativeiro". Casais foram separados e os homens foram enviados para o trabalho de extração de seringa, que durava o ano inteiro. No verão, cortavam seringa nas margens do rio Moa. No inverno, iam para os centros do seringal. As mulheres e os idosos mantinham as plantações de milho, mandioca, arroz, feijão e cana-de-açúcar. Também eram obrigados a transportar por longas distâncias os carregamentos de farinha, açúcar e borracha. No fim da década de 1930, as mulheres foram finalmente dispensadas dos trabalhos na lavoura e foram autorizadas a morar com os homens nos assentamentos do seringal do coronel Mâncio Lima.
Os mais velhos têm fortes recordações desse período, em que viveram como escravos do coronel. Foram expulsos de suas terras, forçados a fazer trabalhos pesados, recebendo em trocas apenas a alimentação diária e algumas roupas.
Construíram estradas para a passagem de carroças, ligando a sede do seringal à Vila Japiim e de lá à cidade de Cruzeiro do Sul. Derrubavam as matas para abertura de roçados, canaviais e pastos. Movimentavam os engenhos de açúcar e as casas de farinha e fabricavam muitas pélas de borracha.
Com a morte do coronel, em 1950, o seringal entrou em decadência e os índios foram finalmente liberados do regime de servidão. Montaram roçados para as suas famílias, o que era até então proibido. Continuaram com a produção de borracha, já em declínio na região. Mas ainda eram obrigados a pagar pelo uso das estradas aos herdeiros do coronel. O pagamento da "renda das estradas de seringa" demonstrava que os índios ainda viviam como intrusos em suas terras. Só em 1977, a Funai iniciou os estudos para identificação da Terra Indígena Poyanawa, homologada finalmente em 2001.
Desde a reconquista do território, tem-se observado uma revitalização das tradições, da língua e um crescimento demográfico entre os índios Puyanawa.

## População
Em 1908, havia 200 a 300 índios puyanawa na região. Durante os primeiros contatos, em 1913, o seringal Barão do Rio Branco contava com 200 índios, e no mesmo ano, fontes indicam que foram catequizados 208 índios. O contato e as atividades de extração da borracha causaram uma redução demográfica significativa. Ainda em 1913, a população caiu para 115 pessoas, devido aos conflitos e a uma epidemia de sarampo. Entre 1920 e 1927, há registros de uma população de 125 pessoas no mesmo local.
Mais recentemente, a população voltou a crescer. Em 1999, chegou a 403 pessoas, de acordo com o Zoneamento Ecológico-Econômico realizado pelo governo do estado. A Funasa estimou uma população de 529 pessoas em 2009, e 540 em 2010. Em 2014, chegou a 745 indivíduos.

## Localização

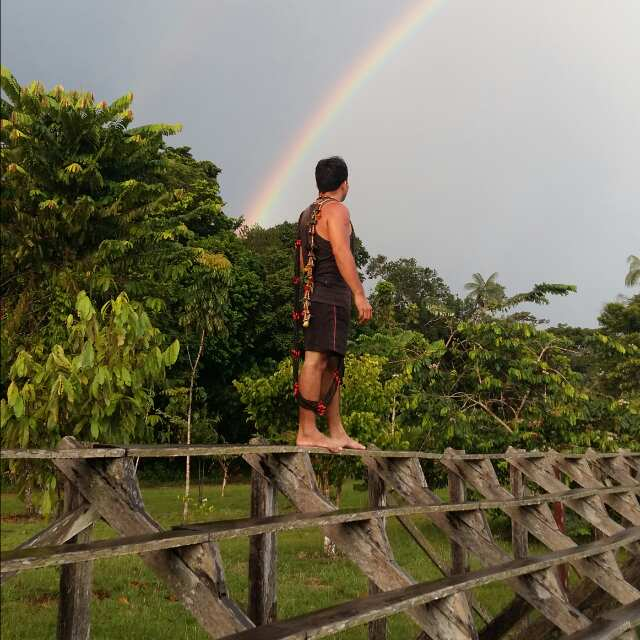
Arco-íris na Aldeia Ipiranga

A Terra Indígena Puyanawa fica no município de Mâncio Lima no Acre, próximo à fronteira com o Peru. Os Puyanawa habitam duas aldeias: Barão do Rio Branco e Ipiranga. Uma estrada permanente é sua principal via de acesso, e liga a aldeia Ipiranga ao centro da cidade em um percurso de 28 km. Outra opção de acesso é pelo rio Moa.

## Moradia
Tradicionalmente, as casas puyanawa são térreas, sem paredes, mas com coberturas laterais até o chão e duas aberturas, uma na frente e outra nos fundos, na altura de um homem. Estreitas e compridas, chegavam a cem metros de extensão, abrigando várias famílias, cada uma com seu próprio fogo.
Registros dos anos 1980 descrevem casas de três cômodos: cozinha com fogão de lenha, quarto com redes ou camas e sala com mesa e alguns bancos. As casas eram próximas umas das outras, construídas no estilo regional de duas águas, de madeira ou de palmeira paxiúba, sobre estacas. Reuniam um único casal com seus filhos e alguns outros parentes.
Em 2006, nota-se uma mudança no aspecto das moradias, que passam a ser construídas com base de alvenaria e paredes de madeira, com cobertura de telhas brasilite, também em duas águas. A divisão passou a dois quartos, sala e cozinha, sem varandas. Existe luz em todas as casas, e o banheiro é externo à residência.
Algumas casas apresentavam quintal cercado, ausentes em grande parte. Os moradores cercam o quintal do tamanho que consideram ideal para sua família. Cada aldeia tem um poço artesiano e uma caixa d'água que abastece todas as casas. O banho é geralmente tomado em cacimba ou no igarapé Grande.

## Cultura
Uma característica histórica dos Puyanawa era a tatuagem facial, comum a outros grupos de línguas pano. No começo do século XX, o padre Constant Tastevin relatou que esses índios costumavam traçar uma linha da boca ao lóbulo da orelha, com linhas verticais sobrepostas e um tom azulado ao redor dos lábios. Crianças de oito a dez anos eram tatuadas pelos mais velhos. Mas esse hábito não perdurou, e na década de 1980 apenas três índios ainda apresentavam tatuagem facial.
Nessa época, só os mais velhos sabiam fazer arcos, flechas, cestos, adornos corporais e redes. Também os potes de barro, com fins domésticos e religiosos, já não eram mais fabricados pelos mais jovens.
Alguns desses potes era usado em outro hábito antigo, o de "cozinhar mortos". Os cadáveres eram cozidos por dez a doze horas, enquanto os índios dançavam e choravam ao seu redor. O líder dividia pedaços da carne do falecido com os parentes e demais índios presentes, que então os incineravam e misturavam suas cinzas em um caldo de milho e amendoim (caiçuma), que era ingerido para incorporar as qualidades do morto.

## Língua
Os puyanawa falavam uma língua da família linguística pano. A língua é chamada pelos falantes de Ûdikuî, que significa "língua verdadeira". Há quatro formas de falar "nós": uma que inclui ouvinte e falante, outra que inclui apenas o ouvinte, outra que inclui apenas o falante e outra que representa todos os seres e criaturas.
Durante o período do cativeiro, os seringalistas criaram uma escola para ensinar português e proibiram o uso da língua indígena. Quem falava poianaua sofria castigos, tendo olhos perfurados e dentes ou unhas arrancados. Em 2009, apenas três índios falavam a língua, por pertencerem às poucas famílias que desobedeceram às regras impostas. Com o avanço do processo de demarcação de suas terras, foi implantada uma escola indígena na região, que introduz o vocabulário puyanawa para os alunos. Mas o baixo número de falantes, sua idade elevada e o raro contato entre falantes e aprendizes dificultam a aprendizagem plena e põem a língua em grave risco de extinção. Uma liderança notável para a manutenção linguística do grupo é Railda Manaitá, que deu aulas, criou um alfabeto baseado no português e fez listas de palavras e frases.